# Pallāvaram
Pallāvaram är en ort i Indien.   Den ligger i distriktet Kancheepuram och delstaten Tamil Nadu, i den södra delen av landet, 1 800 km söder om huvudstaden New Delhi. Pallāvaram ligger 25 meter över havet och antalet invånare är 157 145.
Terrängen runt Pallāvaram är mycket platt.  Närmaste större samhälle är Madras, 19,2 km nordost om Pallāvaram. Runt Pallāvaram är det i huvudsak tätbebyggt.